# Ditassa verticillata
Ditassa verticillata är en oleanderväxtart som beskrevs av G. Morillo. Ditassa verticillata ingår i släktet Ditassa och familjen oleanderväxter. Inga underarter finns listade i Catalogue of Life.